# Correios
Бразильська поштова і телеграфна компанія (порт. Empresa Brasileira de Correios e Telégrafos) — національний оператор поштового зв'язку Бразилії зі штаб-квартирою в Бразилії. Є державним підприємством та підпорядковується уряду Бразилії. Член Всесвітнього поштового союзу.